# Donald Osterbrock
 (février 2021).
Si vous disposez d'ouvrages ou d'articles de référence ou si vous connaissez des sites web de qualité traitant du thème abordé ici, merci de compléter l'article en donnant les références utiles à sa vérifiabilité et en les liant à la section « Notes et références ».
Donald Edward Osterbrock (13 juillet 1924 - 11 janvier 2007) est un astronome américain, connu principalement pour ses travaux sur la formation stellaire et l'histoire de l'astronomie.

## Biographie
Osterbrock est né à Cincinnati. Son père était ingénieur électricien. Il servit dans l'US Army pendant la seconde Guerre mondiale, effectuant des observations météorologiques dans le Pacifique.
Il étudia à l'université de Chicago, où il obtint son baccalauréat et son master en physique puis un Ph.D en astronomie en 1952. Il fut étudiant de Subrahmanyan Chandrasekhar alors qu'il travaillait à l'observatoire Yerkes de l'université de Chicago. Ses travaux avec William Wilson Morgan et Stewart Sharpless montrèrent l'existence des bras spiraux de la Voie lactée.
Il devint chercheur postdoctoral, instructeur et professeur assistant au California Institute of Technology jusqu'en 1958. Il fut ensuite nommé professeur assistant à l'université du Wisconsin–Madison, y fut promu professeur titulaire en 1959, et fut nommé professeur titulaire en 1961. In 1973, il passa de Madison à l'université de Californie à Santa Cruz, comme professeur d'astronomie et d'astrophysique, et directeur de l'observatoire Lick, un poste qu'il occupa jusqu'en 1981. Il resta à la faculté de l'UC Santa Cruz jusqu'à sa retraite en 1993. Ensuite, le professeur émérite Osterbrock continua à se rendre chaque jour à son bureau, pour poursuivre ses recherches, continuer de publier et conserver un rôle actif dans la communauté astronomique.
À sa mort, il avait écrit 12 monographies sur l'astronomie et l'histoire de l'astronomie, dont en 1989 l'ouvrage remarqué Astrophysics of Gaseous Nebulae and Active Galactic Nuclei, ainsi que sa deuxième édition récemment révisée et enrichie (2006), écrite avec Gary Ferland de l'université du Kentucky. En plus de ses 150 articles en astronomie et en astrophysique, il publia 70 études historiques, mémoires biographiques, et notices nécrologiques de personnalités majeures de l'astronomie des dix-neuvième et vingtième siècles, ainsi que de nombreuses critiques de livres.
Les recherches d'Osterbrock comprenaient des travaux sur la nature des gaz ionisés autour des étoiles chaudes et l'étude des galaxies à noyau actif alimentées par des trous noirs. 
Osterbrock reçut des prix récompensant une carrière entière de l'American Astronomical Society et de l'Astronomical Society of the Pacific. Il fut président de l'American Astronomical Society de 1988 à 1990.
Il meurt d'une attaque cardiaque en 2007.
Il avait épousé Irene Osterbrock en 1952.

## Distinctions et récompenses
- Membre associé de la Royal Astronomical Society (1976)
- Henry Norris Russell Lectureship (1991)
- Membre correspondant de l'Académie des sciences du Mexique (1998)
- University of Chicago Alumni Association Professional Achievement Award (1982)
- University Center Distinguished Scholar in Physics and Astronomy, Atlanta, Georgia (1990)
- Catherine Wolfe Bruce Gold Medal, Astronomical Society of the Pacific (1991)[2]
- Médaille d'or de la Royal Astronomical Society (1997)
- Antoinette de Vancouleurs Memorial Lectureship and Medal, université du Texas (1994)
- Hans Lippershey Medal, Antique Telescope Society (1998)
- University of Chicago Alumni Medal (2000)
- Leroy E. Doggett Prize for Historical Astronomy, Historical Astronomy Division, American Astronomical Society (2002)[3]
- l'astéroïde (6107) Osterbrock porte son nom